# Fosterella villosula
Fosterella villosula är en gräsväxtart som först beskrevs av Hermann August Theodor Harms, och fick sitt nu gällande namn av Lyman Bradford Smith. Fosterella villosula ingår i släktet Fosterella och familjen Bromeliaceae.
Artens utbredningsområde är Bolivia. Inga underarter finns listade i Catalogue of Life.

## Bildgalleri

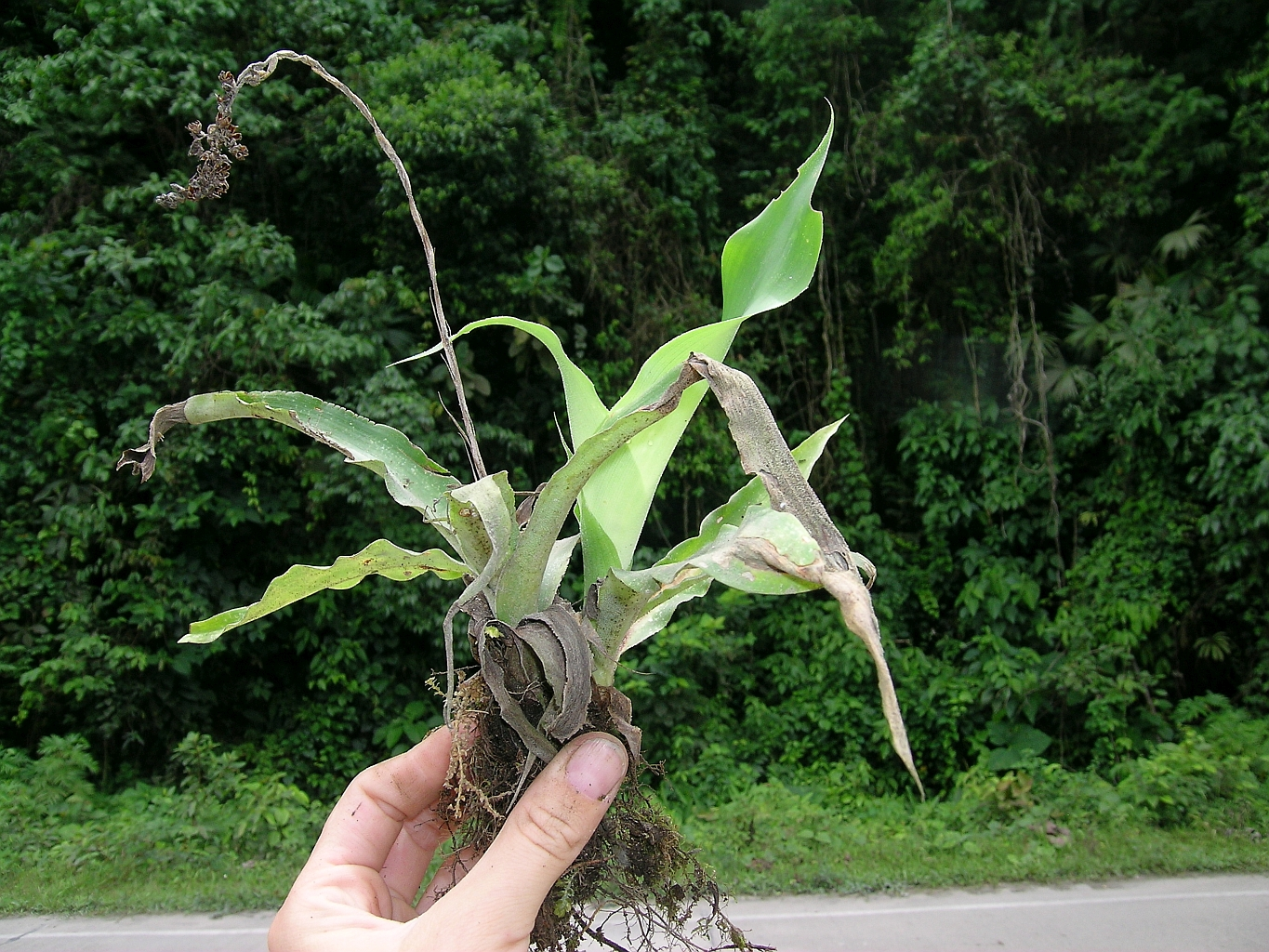
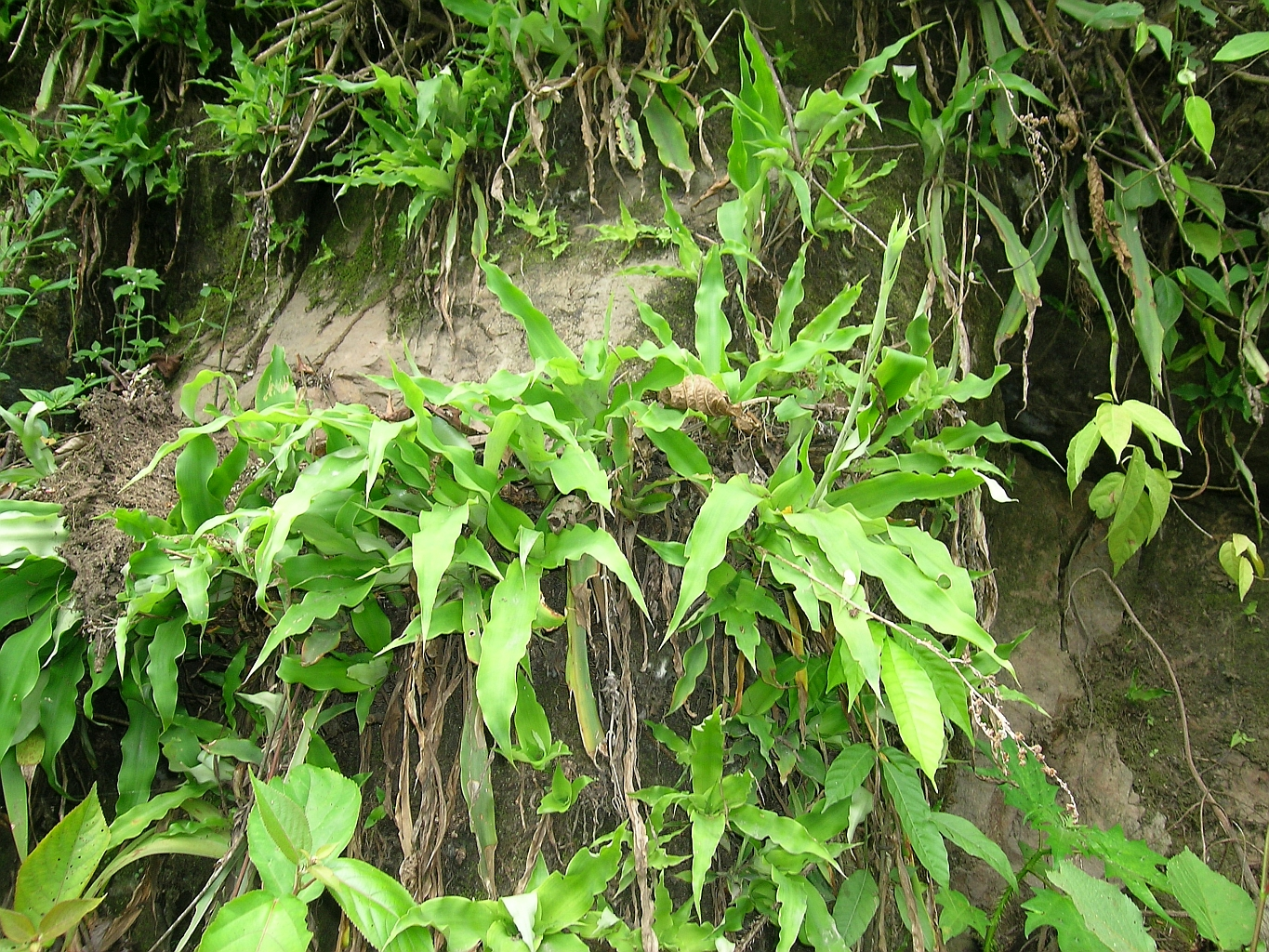
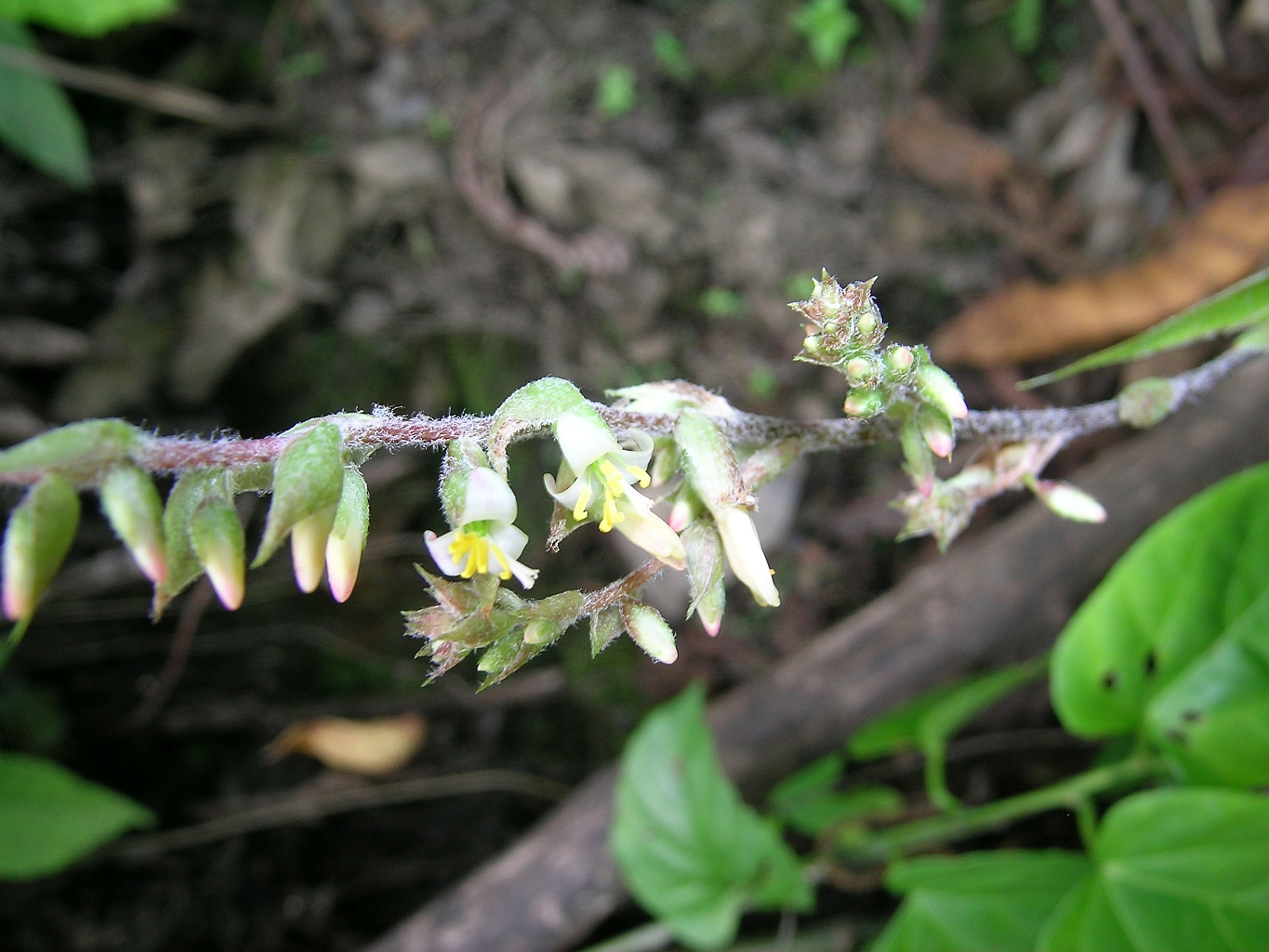